# Albersdorf (Holstein)
Pour les articles homonymes, voir Albersdorf.
Albersdorf est une commune d'environ 3500 habitants du Schleswig-Holstein (Allemagne), située dans l'arrondissement de Dithmarse.

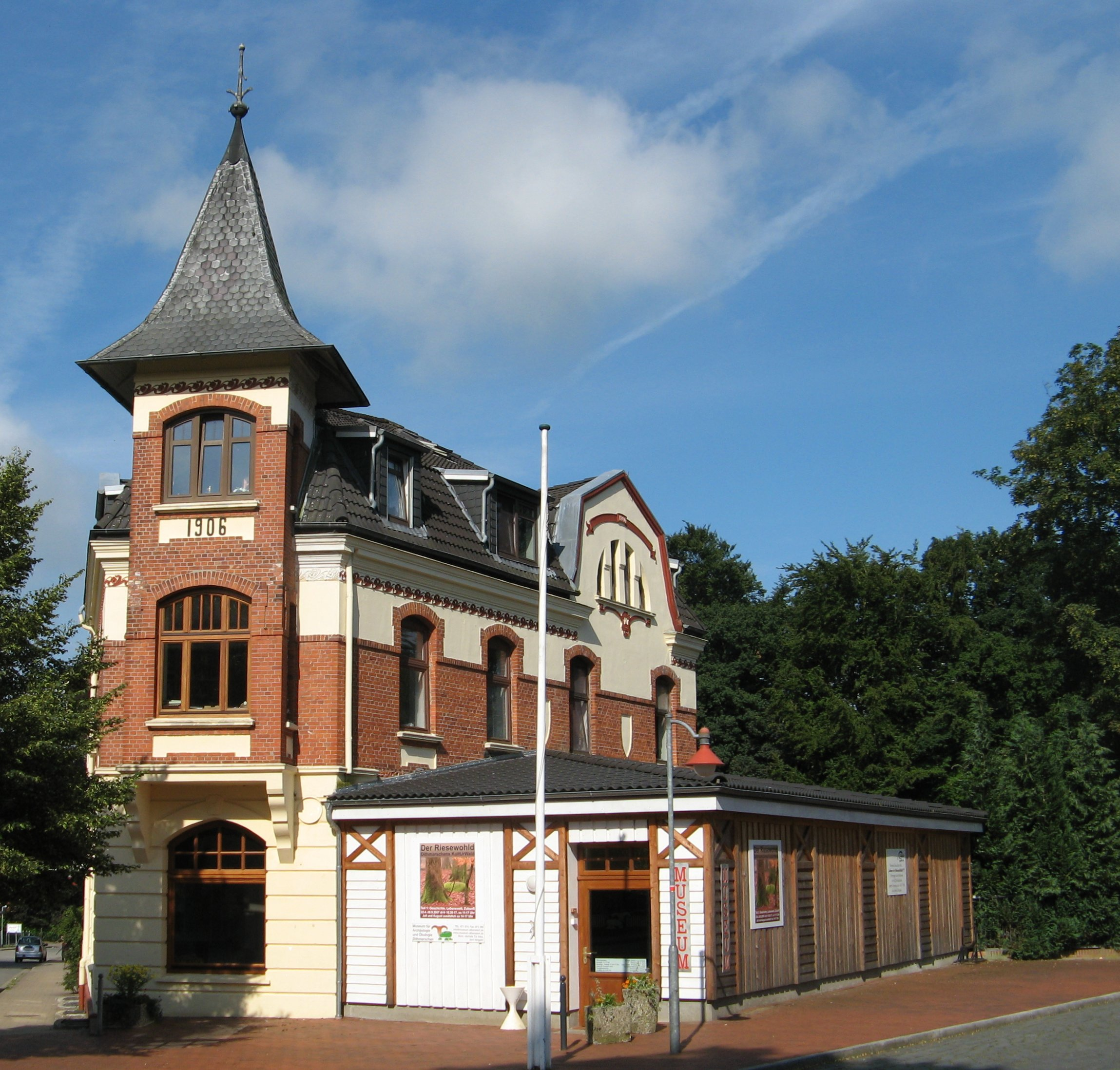
Musée d'Archéologie et d'Écologie de la Dithmarse à Albersdorf